# 川畑真一
川畑 真一（かわばた しんいち）は、日本の音楽プロデューサー、音楽講師。

## 経歴
鹿児島県枕崎市生まれ。天理高等学校、東京芸術大学音楽学部別科、オーストリア政府給費留学生としてウィーン国立音楽大学に学ぶ。クラリネットを三島勝輔、村井祐児、山本正治、鈴木良昭、A.プリンツ、E.オッテンザマーに、また、室内楽をF.アルトマン、音楽理論をP.ガイブラー、指揮法を秋山和慶に師事。
天理高校在学中、3年間吹奏楽部に所属し全日本吹奏楽コンクールにおいて全国大会3年連続「金賞」受賞。3年時、同校5年連続「金賞」により文部大臣賞を受賞。
留学時、ザルツブルク音楽祭・管楽器アカデミーにおいて、A.プリンツ教授のアシスタントを務める。ザルツブルク国際室内楽コンクール・ディプロム賞受賞。
帰国後は、クラリネット奏者としての活動の傍ら、音楽プロデュースの分野にも進出。指揮者・佐渡裕の依頼により、パシフィック・ミュージック・フェスティバル（PMF）のアドミニストレーション・スタッフとして、L.バーンスタイン、H.クラウト等と共に、第1回のオープニングから3年間務める。
その後、心臓疾患を患い奏者を断念。然るにPMFを制作していた音楽事務所NASAのスタッフとして、オーボエの宮本文昭、ソプラノの鮫島有美子、ピアノの清水和音、歌手の森みゆき等のマネージメント、プロデュースを担当。更に、株式会社アオイコーポレーションにおいて、俳優の風間トオル、美木良介、細川茂樹、玉木宏、他のマネージメント、企画制作を担当した。
また、クラリネット講師として、日本を代表するクラリネット奏者 小谷口直子をはじめ、中堅の 川上一道、若き俊英 永田由奈ほか多くのアーティストを育成、プロデュース。さらに、YAMAHA契約講師として全国主要都市の吹奏楽団体を指導。これまで、母校・天理高校吹奏楽部では16年間トレーナーを務めた他、久喜中学校(5年間)、野庭高校(3年間)、埼玉栄高校(7年間)、などを指導し、全日本吹奏楽コンクール「金賞」、全日本アンサンブルコンテスト「金賞」の一端を担っている。
指揮者としては、さいたま市立大宮北高校吹奏楽部（小編成の部）を率い、第14回日本管楽合奏コンテスト全国大会にて「最優秀賞」を受賞。更に、第9回東日本学校吹奏楽大会では、フェスティバル部門・第2位 受賞。
音楽制作において、ＣＤ「～小さな祈り～／森みゆき」(BMG)、「愛が震えてる／美木良介」(ソニー)、「ブラスの祭典」(EMI)、「クラリネットのための４８の練習曲／小谷口直子」(ALM) など、多くのＣＤ作品をプロデュース。中でも、企画・監修・執筆を担当した「吹奏楽の軌跡～歴史と名演～」(ユーキャン／ソニー)は音楽専門誌等にて高い評価を得た。
また、フジテレビ「のだめカンタービレ」に関わり、映画「マエストロ」では音楽指導を行い、自身も奏者として映画に出演。TBSドラマ日曜劇場「仰げば尊し (2016年のテレビドラマ)」では企画制作、音楽指導。日本テレビ「先に生まれただけの僕」では選曲、音楽指導。ＮＨＫドラマ「うつ病九段」では音楽指導、先生役で出演。他多数。
現在は、音楽プロデューサーとして、コンサート・TV・CM・CDの音楽制作、アーティストのプロデュースの他、クラリネット指導をはじめ、全国のオーケストラ・吹奏楽団体の講師（指揮・合奏指導・パートトレーナー）。日本クラシック音楽コンクール 全国大会をはじめ各種音楽コンクールの審査員。各種学校にて講師(著作権法概論、マネージメント概論・イベント企画制作概論)としても活動している。日本管楽芸術学会、元 日本クラリネット協会 理事。Ｚブラスプロジェクト顧問。

## 外部
- ユーキャン「吹奏楽の軌跡」
- ソニー・ミュージック「OTONANO」
- 日本クラシック音楽コンクール